# Briseis
Briseis (em grego clássico: Βρισηίς), também conhecida como Briseide ou Briseida, foi, na mitologia grega, uma troiana, viúva, da cidade de Lirnesso. Foi sequestrada durante a Guerra de Troia por Aquiles, depois que este matou seus três irmãos e seu marido, o rei Mines. Depois que um oráculo forçou o líder dos gregos, Agamemnon, a abandonar Criseis, uma mulher que havia capturado, o rei ordenou que os seus arautos Taltíbio e Euríbate buscassem-lhe Briseis como compensação. Aquiles sentiu-se ofendido por esta desapropriação, e retirou-se da luta. Apesar das promessas grandiosas de tesouro e mulheres feitas por Agamemnon, não voltou às batalhas até à morte de Pátroclo.

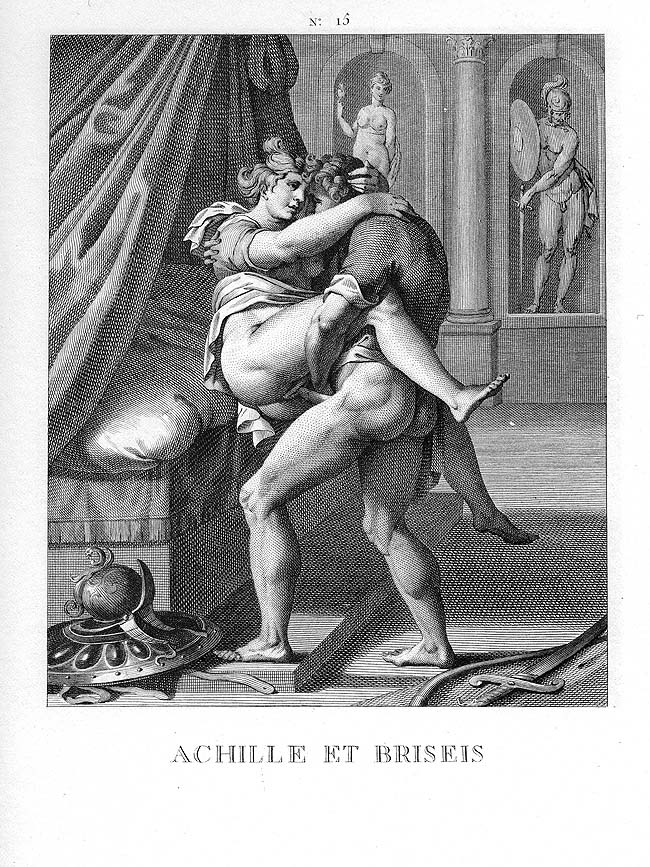
Achille et Briseis
Agostino Carracci

A retirada de Aquiles para sua tenda é o primeiro evento da Ilíada, de Homero. Com Aquiles afastado do conflito, os troianos experimentaram um período de sucesso. Depois que voltou à luta, Agamemnon restituiu Briseis a ele.
O nome verdadeiro de Briseis era Hipodâmia; Briseis na realidade é um patronímico, e quer dizer: "filha de Briseu".
Na Ilíada, Briseis é uma escrava de Aquiles, dada a ele pelo exército grego como um prêmio. Ele também a ama, comparando o seu relacionamento com o de marido e mulher (ele frequentemente se refere a ela como sua noiva e esposa):
| “ | São os Atreus, entre os mortais, os únicos que amam suas mulheres? Acho que não. Qualquer sujeito sadio e decente ama a sua e cuida dela, como em meu coração amei Briseis, embora a tenha conquistado pela lança. | ” |
|   | — . |   |

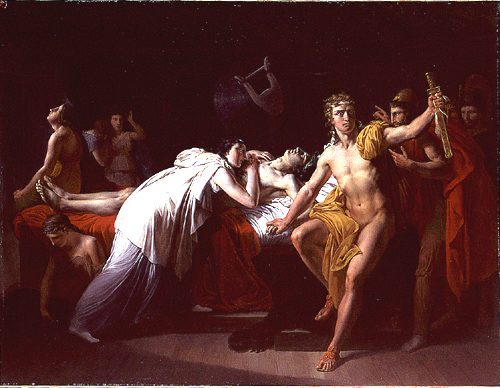
Briseis chorando pátroclo na tenda de Aquiles
Jean Alaux,1815
École des Beaux-Arts

Aquiles se irrita profundamente com Agamemnon, furioso com a ideia de que ele se deitou com ela. Quando a disputa se resolve, e Aquiles retorna à luta, Agamemnon jura a Aquiles que ele e Briseis jamais dividiram uma cama.
Nos romances medievais, Briseis se torna Briseida, e é a filha de Calcas. Posteriormente foi confundida com Criseis, e é sob diferentes variações deste nome que a personagem acaba se desenvolvendo, transformando-se depois na Créssida de William Shakespeare.
Briseide é sempre elogiada por sua beleza e é descrita como de "face rosada" por Homero.